# Дверь (мультфильм)
«Дверь» — советский кукольный мультфильм, который создала режиссёр Нина Шорина на студии «Союзмультфильм» в 1986 году. По мотивам рассказа Татьяны Пономарёвой.

## Сюжет
В старом полуразвалившемся доме, который требует капитального ремонта, люди живут своей привычной жизнью. Они привыкли к тому, что дверь в подъезд открывается с большим скрипом, некоторые в неё просто не могут. Вместо того чтобы исправить это неудобство, обитатели дома попадают в свои квартиры самыми необычайными способами. Кто просто прыгает из окна, кто спускается на «лифте», сооружённом из верёвки и чемодана, кто ползёт по трубе. Однажды маленький мальчик, бегущий по улице за своим воздушным шаром, смазал дверь маслом, и она стала открываться. Но привычка не отошла у жильцов старого дома.

## Съёмочная группа
| автор сценария                | Алексей Студзинский |
| кинорежиссёр                  | Нина Шорина |
| художник-постановщик          | Виктор Дудкин |
| кинооператор                  | Юрий Каменецкий |
| художники-мультипликаторы:    | Сергей Олифиренко, Татьяна Молодова, Михаил Письман, Вячеслав Шилобреев |
| звукооператор                 | Борис Фильчиков |
| монтажёр                      | Галина Филатова |
| редактор                      | Андрей Вяткин |
| роли озвучивали:              | Анатолий Баранцев, Борис Новиков, Муза Крепкогорская, Ольга Громова, Владимир Мащенко, попугайчик Чика |
| куклы и декорации изготовили: | Павел Гусев, Олег Масаинов, Владимир Аббакумов, Виктор Гришин, Михаил Колтунов, Валерий Петров, Наталия Барковская, Марина Чеснокова, Нина Молева, Анна Ветюкова, Николай Закляков, Александр Беляев, Владимир Алисов, Наталия Гринберг, Лилианна Лютинская, Николай Меньчуков |
| директор съёмочной группы     | Григорий Хмара |

## Фестивали и награды
- Приз на МКФ в Аннеси, Франция.
- Мультфильм вошёл в десятку лучших мультипликационных фильмов мира за 1987 год[1].

## Музыка в мультфильме
В мультфильме звучат следующие песни и композиции:
| Название исполнителя/композитора | Название, авторы песни и композиции                                    | Эпизод(ы) | |
| -------------------------------- | ---------------------------------------------------------------------- | --- | --- |
| Василий Соловьёв-Седой           | Подмосковные вечера                                                    | Первая композиция, где мальчик бегает за своим воздушным шаром, а также последняя композиция в мультфильме. | |
| Мераб Парцхаладзе                | Топчумба                                                               | Вторая композиция, где никто из людей не может пройти через дверь, вместо этого придумывают разные способы выходить из квартиры и попадать обратно, а также предпоследняя композиция в мультфильме. | |
| Алла Пугачёва                    | Паромщик                                                               | Композитор Игорь Николаев Автор слов Николай Зиновьев | Подъезжает украшенная машина, из которой выходит мужчина с букетом цветов и свистит женщине в белом платье, а та сбрасывает корзину на землю. |
| Клод Дебюсси                     | Арабесски                                                              | Застрявший на верху дома воздушный шар мальчика улетает, и на нём летит женщина в белом платье, после чего задевает мужчину на водосточной трубе, и он улетает на воздушном шаре, а потом водосточную трубу снимает другой мужчина, а женщина с громким криком улетает и попадает на скульптуру, находящуюся вверху дома. | |
| Владимир Высоцкий                | Песенка ни про что, или что случилось в Африке                         | На подоконник одного из окон старого дома кто-то ставит катушечный магнитофон-бобинник, а после показывается, как другие люди возле двери сидят за столом и играют в домино. | |
| Пётр Ильич Чайковский            | Концерт № 1 — Allegro non troppo e molto maestoso. Allegro con spirito | Мужчина, отложив в сторону патефон и глобус, рассыпает домино. | |
| Феликс Мендельсон                | Свадебный марш                                                         | Из окна падает чемодан, в котором оказывается мужчина с букетом цветов и женщина в белом платье. | |

## Переиздания на DVD
- Мультфильм выпускался на DVD в сборнике мультфильмов «Masters of Russian Animation Volume 4». Мультфильмы в сборнике: «Дверь» (1986), «Мальчик как мальчик» (1986), «Освобождённый Дон Кихот» (1987), «Мартынко» (1987), «Большой подземный бал» (1987), «Кот и клоун» (1988), «Келе» (1988), «Сон» (1988), «Второе Я» (1989), «Подружка» (1989), «Кважды ква» (1990), «Кот и Ко» (1990).[2]

## О мультфильме
Качественным скачком стала знаменитая «Дверь» (1986), собравшая многие престижные призы на международных фестивалях и вошедшая в десятку лучших мультфильмов мира за 1987 год.

Это притча, как и «Сказка об очень высоком человеке», но здесь множество персонажей, и все они вертятся возле закрытой двери дома, добираясь до своих жилищ самыми фантастическими путями. И естественно, что, когда дверь наконец открывается, она уже не нужна. Мысль простая, и достоинство фильма не столько в ней, сколько в изобретательности разработки авторами ленты однотипных ситуаций. Режиссёр опирается на бессознательный механизм, регулирующий поведение людей. Образы, представленные нам, напоминают о том, что экраном бессознательного со времен Фрейда не без оснований считается сновидение.— Кирилл Разлогов